# Jan Muthmann
Jan Muthmann (též Jan Muthman či Johann Muthman; 28. srpna 1685, Komorzno – 29. září 1747, Schlettwein) byl evangelický kazatel, teolog a spisovatel; významný představitel pietismu.
V letech 1709–1730 působil jako evangelický pastor („arcijáhen“) v Těšíně. V roce 1716 vydal útlý spis Wierność Bogu i cesarzowi czasu powietrza morowego; jedná se o první polskou knihu, která byla napsána na území Těšínského Slezska.
Byl ženat s Evou Josefou, roz. Šimonskou z Vělopolí.